# Aracy Amaral
Aracy Abreu Amaral, (São Paulo, 22 de fevereiro de 1930) é uma crítica e curadora de arte atualmente professora-titular de História da Arte pela Faculdade de Arquitetura e Urbanismo da Universidade de São Paulo, também foi diretora da Pinacoteca do Estado de São Paulo (1975-1979) e do Museu de Arte Contemporânea da Universidade de São Paulo (1982-1986) e membro do Comitê Internacional de Premiação do Prince Claus Fund, em Haia, na Holanda.

## Biografia
Historiadora, crítica, curadora de arte, foi professora titular de História da Arte da FAU-USP. Graduou-se em jornalismo pela Pontifícia Universidade Católica de São Paulo, PUC/SP, (1959), conforme o currículum lattes realizou seu mestrado em Filosofia pela Universidade de São Paulo (1969) e seu doutorado em Artes pela mesma universidade. Seus exames de Livre Docência (1983) e de Titular foram realizados na Faculdade de Arquitetura e Urbanismo da Universidade de São Paulo (1988).

## Prêmios
Em 1977 recebeu o John Simon Guggenheim Fellowship e em 2006 ganhou o prêmio Fundação Bunge (antigo prêmio Moinho Santista) por sua contribuição à área de Museologia. Além de ter organizado diversas exposições importantes foi coordenadora-geral do Projeto "Rumos" Itaú Cultural (2005-6). Realizou também a curadoria da 8ª Bienal do Mercosul e da Trienal do Chile.

## Livros
- Tarsila sua obra e seu tempo. 4. ed. São Paulo: Editora 34/EDUSP, 2010. 511p .
- Abismo e natureza entre o onírico e a memória. São Paulo: ABA Artes Gráficas, 2009. 304p .
- Textos do trópico de Capricornio - Artigos e ensaios (1980-2005): Modernismo, arte moderna e o compromisso com o lugar. 1a.. ed. São Paulo: Ed. 34, 2006. v. 1. 352p .
- Textos do Trópico de Capricórnio - Artigos e ensaios (1980-2005): Circuitos de arte na América Latina e no Brasil. 2a.. ed. São Paulo: Ed. 34, 2006. v. 2. 424p .
- Textos do Trópico de Capricórnio - Artigos e Ensaios (1980-2005): Bienais e artistas contemporâneos no Brasil. 3a.. ed. São Paulo: Ed. 34, 2006. v. 3. 360p .
- Arte e Sociedade no Brasil. (1957-1975). São Paulo: Instituo Callis, 2005. v. 2. 53p
- Arte e sociedade no Brasil. (1976-2003). 3a. ed. São Paulo: Instituo Callis, 2005. v. 3. 47p .
- Arte para quê? A preocupação social na arte brasileira - 1930-1970. 3. ed. São Paulo: Nobel, 2003.
- Correspondência Mário de Andrade & Tarsila do Amaral. São Paulo: EDUSP/IEB/USP, 2001. 237p
- Tarsila cronista. São Paulo: EDUSP, 2001. 241p .
- Olhares modernistas. São Paulo,SP.: Editora da USP, 2000. v. 179.
- Coleção de Arte Construtiva Brasileira Adolpho Leiner. (org.). São Paulo: Lloyd's, 1999. 358p .
- O Macaco e o Elefante. São Paulo: Editora Studio Nobel, 1998.
- Artes Plástica na Semana de 22. São Paulo: Editora 34, 1998.
- Damian Rayon: Um Olhar Sobre A América, Fundação Memorial da América Latina. São Paulo: Coleção Memo, 1995.
- Waldemar Cordeiro - uma aventura da razão. São Paulo: MAC/USP/IBM, 1986. 193p .
- Etapas da Arte Contemporânea. Prefácio. São Paulo: NOBEL, 1985.
- Arte e meio artístico: entre a feijoada e o ex-burger. São Paulo: NOBEL, 1982.
- A Hispanidade em São Paulo. São Paulo: NOBEL/EDUSP, 1981.
- Apresentação - Ianelli: do figurativo ao abstrato . São Paulo: Edição do autor, 1978.
- Desenho de Tarsila. Apresentação. São Paulo: Cultrix, 1971.
- Blaise Cendrars No Brasil e Os Modernistas. São Paulo: Martins, 1970.

## Coletâneas
- (Org.) Espelhos e Sombras. (Mirrors and Shadows). Museu de Arte Moderna.. São Paulo: Ed. do Centro Cultural Banco do Brasil, 1995.
- (Org.) Modernidade: Arte Brasileira do século XX. São Paulo: Ministério da Cultura/MAN, 1988. 352p .
- (Org.) Museu de Arte Contemporânea da Universidade de Sâo Paulo: Perfil de um acêrvo . São Paulo: MAC/USP/TECHNIT 19, 1988. 397p .
- (Org.) Desenhos de Di Cavalcanti no MAC. São Paulo: MAC/UNESP/CNEC, 1985. 223p .
- (Org.) Ismael Nery - 50 anos depois. Organização, supervisão e pesquisa do livro.. São Paulo: MAC/USP, 1984.
- (Org.) Arquitetura Neocolonial - America Latina, Caribe, Estados Unidos. São Paulo: Memorial da América Latina/Fondo de Cultura Economica, 1984.
- (Org.) Pinacoteca do Estado. Supervisão, redação de textos, seleção de obras e redação final do trabalho. Coleção Museus do Brasil.. São Paulo: Secretaria de Estado da Cultura, 1982.
- (Org.) Dos Murais de Portinari aos Espaços de Brasília. Coletânea de textos de Mário Pedrosa. São Paulo: Perspectiva, 1981. v. 2.
- (Org.) Projeto Construtivo Brasileiro na Arte. (1950-62). Para Exposição do mesmo nome. São Paulo: Pinacoteca do Estado/SCCT, 1977.
- (Org.) Mundo, Homem, Arte em Crise. Coletânia de ensaios de Mário Pedrosa. São Paulo: Perspectiva, 1975.

## Com outros autores
- TORAL, A. Arte e Sociedade no Brasil. (1930-1956). 1. ed. São Paulo: Instituto Callis, 2005. v. 3. 47p .
- FERNANDES JR, R. São Paulo Imagens de 1998. Ensaios de Quinze Fotógrafos, vários autores. São Paulo: BOVESPA, 1998.

espanhol
- Tarsila do Amaral. Velox Finambrás: Buenos Aires, 1998.
- Pintura latinoamericana: proyecto cultural, los colegios y el arte: breve panorama de la modernidad figurativa en la primera mitad del siglo XX. Buenos Aires - Argentina: Ed. do Banco Velox, 1999. 413p .
- Damian Bayon - El artista latinoamericano y su identidad. Caracas: Monte Avila editores C.A., 1977.
- (Org.) Brasil - La Nueva Generación. Caracas: Ed. do Museu de Bela Artes, 1991.
- (Org.) Arte y Arquitetura Del Modernismo Brasilenõ (1917-1930). Trad. Marta Traba.. Caracas: Ayacucho, 1978.

francês
- Modernidade: Art Brèsilein du 20º siècle. Paris: As. Française D'Action Artistique, 1987. 426p .
- Petit Larousse. Verbetes sobre as artes no Brasil. Paris: Larousse, 1979. v. 2.

inglês
- GUTIERREZ, R. B. J. Handbook of Latin American Art. Santa Barbara: 1986. v. 2.
- (Org.) Manual de Arte Latino Americana (Handbook of Latin American Art - HLAA/MALA). California - USA: South América, 1984. v. 1.

## Curadorias
- 1972 - Rio de Janeiro - Rio de Janeiro - Brasil - Alfredo Volpi: pintura 1914-1972 (1972 : Rio de Janeiro, RJ) - Museu de Arte Moderna (Rio de Janeiro, RJ)
- 1993 - Belo Horizonte - Minas Gerais - Brasil - Mário de Andrade: carta aos mineiros (1993 : Belo Horizonte, MG) - Museu de Arte de Belo Horizonte (MG). Ouro Preto - Minas Gerais - Brasil - Mário de Andrade: carta aos mineiros (1993 : Ouro Preto, MG) - Museu da Inconfidência (Ouro Preto, MG)
- 2000 - São Paulo - São Paulo - Brasil - Mavignier 75 (2000 : São Paulo, SP) - Museu de Arte Moderna (Ibirapuera, São Paulo, SP)
- 2003 - São Paulo - São Paulo - Brasil - Arte e Sociedade (2003 : São Paulo, SP) - Itaú Cultural (São Paulo, SP)
- 2009 - São Paulo - São Paulo - Brasil - Ocupação Abraham Palatnik (2009 : São Paulo, SP) - Itaú Cultural (São Paulo, SP)
- 2011 - Porto Alegre - Rio Grande do Sul - Brasil - Além Fronteiras (2011 : Porto Alegre, RS) - Museu de Arte do Rio Grande do Sul Ado Malagoli (Porto Alegre, RS)

Coletivas
- 1963 - São Paulo - São Paulo - Brasil - Exposição do Jovem Desenho Nacional (1. : 1963 : São Paulo, SP) - Fundação Armando Álvares Penteado (Higienópolis, São Paulo, SP)
- 1963 - Campinas - São Paulo - Brasil - Exposição do Jovem Desenho Nacional (1. : 1963 : Campinas, SP) - Centro de Ciências, Letras e Artes. Museu Carlos Gomes (Campinas, SP)
- 1964 - Belo Horizonte - Minas Gerais - Brasil - Exposição do Jovem Desenho Nacional (1. : 1964 : Belo Horizonte, MG) - Museu de Arte da Pampulha (Belo Horizonte, MG)
- 1964 - Curitiba - Paraná - Brasil - Exposição do Jovem Desenho Nacional (1. : 1964 : Curitiba, PR) - sem local de realização definido.
- 1966 - São Paulo - São Paulo - Brasil - Artistas Nipo-Brasileiros (1966 : São Paulo, SP) - Museu de Arte Contemporânea da Universidade de São Paulo (Butantã, São Paulo, SP)
- 1970 - Belo Horizonte - Minas Gerais - Brasil - Salão da Cultura Francesa (4. : 1970 : Belo Horizonte, MG) - sem local de realização definido.
- 1973 - São Paulo - São Paulo - Brasil - Expo-Projeção 73 (1973 : São Paulo, SP) - Espaço Grife (São Paulo, SP)
- 1976 - Campinas - São Paulo - Brasil - Salão de Arte Contemporânea de Campinas (10. : 1976 : Campinas, SP) - Museu de Arte Contemporânea José Pancetti (Campinas, SP)
- 1980 - Presidente Prudente - São Paulo - Brasil - Salão de Artes Plásticas de Presidente Prudente (3. : 1980 : Presidente Prudente, SP) - Palácio da Cultura Dr. Pedro Furquim (Presidente Prudente, SP)
- 1980 - Belo Horizonte - Minas Gerais - Brasil - Salão Nacional de Arte Contemporânea de Belo Horizonte (12. : 1980 : Belo Horizonte, MG) - Museu de Arte da Pampulha (Belo Horizonte, MG)
- 1981 - Rio de Janeiro - Rio de Janeiro - Brasil - Salão Nacional de Artes Plásticas (4. : 1981 : Rio de Janeiro, RJ) - Museu de Arte Moderna (Rio de Janeiro, RJ)
- 1983 - São Paulo - São Paulo - Brasil - Arte na Rua (1983 : São Paulo, SP) - sem local de realização definido.
- 1986 - São Paulo - São Paulo - Brasil - A Nova Dimensão do Objeto (1986 : São Paulo, SP) - Museu de Arte Contemporânea da Universidade de São Paulo (Butantã, São Paulo, SP)
- 1990 - Brasília - Distrito Federal - Brasil - Prêmio Brasília de Artes Plásticas (1990 : Brasília, DF) - Museu de Arte de Brasília (DF)
- 1991 - São Paulo - São Paulo - Brasil - BR/80: pintura Brasil década 80 (1991 : São Paulo, SP) - Itaugaleria (Avenida Brasil, São Paulo, SP)
- 1991 - Belo Horizonte - Minas Gerais - Brasil - Salão Nacional de Arte Contemporânea de Belo Horizonte (23. : 1991 : Belo Horizonte, MG) - Museu de Arte da Pampulha (Belo Horizonte, MG)
- 1993 - Rio de Janeiro - Rio de Janeiro - Brasil - Salão Nacional de Artes Plásticas (13. : 1993 : Rio de Janeiro, RJ) - Palácio Gustavo Capanema (Rio de Janeiro, RJ)
- 1994 - São Paulo - São Paulo - Brasil - Artes Plásticas: dos anos 60 à contemporaneidade (1994 : São Paulo, SP) - Instituto Cultural Itaú. Centro de Informática e Cultura I (São Paulo, SP)
- 1994 - São Paulo - São Paulo - Brasil - Espelhos e Sombras (1994 : São Paulo, SP) - Museu de Arte Moderna (Ibirapuera, São Paulo, SP)
- 1996 - Porto Alegre - Rio Grande do Sul - Brasil - Arte Construtora (1996 : Porto Alegre, RS) - sem local de realização definido.
- 1998 - São Paulo - São Paulo - Brasil - Bienal Internacional de São Paulo (24. : 1998 : São Paulo, SP) - Fundação Bienal (São Paulo, SP)
- 1999 - São Paulo - São Paulo - Brasil - Panorama de Arte Brasileira (26. : 1999 : São Paulo, SP) - Museu de Arte Moderna (Ibirapuera, São Paulo, SP)
- 2000 - Fortaleza - Ceará - Brasil - Panorama de Arte Brasileira (26. : 2000 : Fortaleza, CE) - Centro Dragão do Mar de Arte e Cultura (Fortaleza, CE)
- 2000 - Niterói - Rio de Janeiro - Brasil - Panorama de Arte Brasileira (26. : 2000 : Niterói, RJ) - Museu de Arte Contemporânea (Niterói, RJ)
- 2000 - Ribeirão Preto - São Paulo - Brasil - Salão de Arte de Ribeirão Preto (25. : 2000 : Ribeirão Preto, SP) - Casa da Cultura de Ribeirão Preto (SP)
- 2003 - São Paulo - São Paulo - Brasil - Arte e Sociedade: uma relação polêmica (2003 : São Paulo, SP) - Itaú Cultural (São Paulo, SP)
- 2006 - São Paulo - São Paulo - Brasil - Rumos Itaú Cultural Artes Visuais. Paradoxos Brasil 2005/2006 (2006 : São Paulo, SP) - Itaú Cultural (São Paulo, SP)
- 2006 - Rio de Janeiro - Rio de Janeiro - Brasil - Rumos Itaú Cultural Artes Visuais. Paradoxos Brasil 2005/2006 (2006 : Rio de Janeiro, RJ) - Paço Imperial (Rio de Janeiro, RJ)
- 2006 - Goiânia - Goiás - Brasil - Cidades: construção e precariedade (2006 : Goiânia, GO) - Museu de Arte Contemporânea de Goiás (Goiânia)
- 2009 - São Paulo - São Paulo - Brasil - Seminário Rumos Itaú Cultural Artes Visuais. Rumos Artes Visuais (2009 : São Paulo, SP) - Itaú Cultural (São Paulo, SP)

## Ligações Externas
- Fórum Permanente, textos de Aracy Amaral
- Enciclopédia Itaú Cultural
- Plataforma Lattes